# Samuel Southard
Samuel Lewis Southard (Basking Ridge (New Jersey, 9 juni 1787 – Fredericksburg (Virginia), 26 juni 1842) was een Amerikaans politicus. Hij was minister van de Marine, lid van de Amerikaanse Senaat en gouverneur van New Jersey.

## Levensloop
Southard studeerde aan de Princeton-universiteit. Daarna doceerde hij enkele jaren in New Jersey. Vervolgens studeerde hij rechten in Virginia en werd toegelaten tot het beroep van advocaat. In 1814 nam Southard zitting in de Algemene Vergadering van New Jersey. Een jaar later werd hij benoemd tot lid van het Hooggerechtshof van New Jersey. Vanaf 1820 was hij voorzitter. Weer een jaar later won hij de verkiezingen voor de Senaat. Hij maakte ook de laatste twee maanden van de termijn van zijn voorganger James J. Wilson af nadat deze eerder aftrad. Zelf verliet Southard de Senaat ook al naar twee jaar. In die tijd was hij lid geweest van het comité dat het Missouri Compromise opstelde.
President James Monroe benoemde Southard in september 1823 tot minister van de Marine. Hij bleef in die functie tijdens het presidentschap van John Quincy Adams. In diezelfde periode was hij korte tijd minister van Financiën (1825) en minister van Oorlog (1828). Als minister breidde Southard de vloot verder uit en kocht grond voor de bouw van de eerste marine-ziekenhuizen. Qua manschappen nam de omvang van de Amerikaanse marine met ruim vijftig procent toe. Verder gaf hij opdracht tot de bouw van verschillende droogdokken en promootte verdere verkenning van de Grote Oceaan.
Southard legde in 1829 het ministerschap neer om Openbaar Aanklager van de staat New Jersey te worden. In 1832 koos de Algemene Vergadering van New Jersey hem tot gouverneur. Binnen vijf maanden trad hij alweer af om terug te keren in de Senaat. In het decennia daarna was hij een prominent leider van de Whig-partij. Als President pro tempore van de Senaat was hij optredend vicepresident van 4 april 1841 tot 31 mei 1842 nadat vicepresident John Tyler de overleden president William Henry Harrison opvolgde.Vanwege zijn falende gezondheid verliet hij in 1842 de Senaat. Datzelfde jaar nog overleed Southard.
- Gemeinsame Normdatei: 135810582
- International Standard Name Identifier: 0000 0000 5557 7617
- Library of Congress Control Number: n83208104
- National Archives and Records Administration: 10569684
- Nationale Bibliotheek van Israël: 987007378978205171
- SNAC: w6pc30fs
- Biographical Directory of the United States Congress: S000689
- Virtual International Authority File: 48148635
- WorldCat: E39PBJmtB8cJCYcmkw6xKmDrMP